# Beer Wentink
Beer Wentink (Haarlem, 23 november 1943) is een voormalig Nederlands profvoetballer. Hij was in de jaren zestig en zeventig een belangrijke speler van HFC Haarlem, wiens bijnaam "Mister Haarlem" luidde.
Beer Wentink speelde zijn gehele loopbaan in het betaalde voetbal voor HFC Haarlem, de club uit zijn geboorteplaats. In 1963 maakte de verdediger zijn debuut voor de Roodbroeken in de toenmalige tweede divisie. In 1967 wordt Wentink met de Haarlemmers kampioen van de tweede divisie, waarna promotie volgt naar de eerste divisie. 
Weer twee jaar later promoveert hij met Haarlem naar de eredivisie. Het verblijf op het hoogste niveau duurt twee seizoenen, maar na de degradatie volgt onmiddellijk weer het kampioenschap van de eerste divisie in 1972. Na nog een degradatie in 1975 en een promotie in 1976 zette Wentink na het seizoen 1977-1978 een punt achter zijn lange voetballoopbaan.
Hij speelde in totaal niet minder dan 524 wedstrijden voor de roodbroeken. Hiermee is hij met afstand de speler met de meeste wedstrijden voor Haarlem.
Hij bleef zich ook na zijn actieve voetballoopbaan voor zijn club inzetten. Tot aan het faillissement van HFC Haarlem in januari 2010 stelde hij alles in het werk om Haarlem van de ondergang te redden.

## Carrièrestatistieken
| Seizoen         | Club            | Land            | Competitie       | Competitie | Competitie | Beker | Beker | Internationaal | Internationaal | Overig | Overig | Totaal | Totaal |
| Seizoen         | Club            | Land            | Competitie       | Wed.       | Dlp.       | Wed.  | Dlp.  | Wed.           | Dlp.           | Wed.   | Dlp.   | Wed.   | Dlp.   |
| --------------- | --------------- | --------------- | ---------------- | ---------- | ---------- | ----- | ----- | -------------- | -------------- | ------ | ------ | ------ | ------ |
| 1962/63         | Haarlem         | Nederland       | Tweede divisie B | –          | 0          | –     | 0     | 0              | 0              | –      | 0      | –      | 0      |
| 1963/64         | Haarlem         | Nederland       | Tweede divisie A | –          | 1          | –     | 0     | 0              | 0              | 0      | 0      | –      | 1      |
| 1964/65         | Haarlem         | Nederland       | Tweede divisie A | –          | 2          | –     | 0     | 0              | 0              | 0      | 0      | –      | 2      |
| 1965/66         | Haarlem         | Nederland       | Tweede divisie B | –          | 0          | –     | 0     | 0              | 0              | 0      | 0      | –      | 0      |
| 1966/67         | Haarlem         | Nederland       | Tweede divisie   | –          | 3          | –     | –     | 0              | 0              | 0      | 0      | –      | 3      |
| 1967/68         | Haarlem         | Nederland       | Eerste divisie   | –          | 1          | –     | 0     | 0              | 0              | 0      | 0      | –      | 1      |
| 1968/69         | Haarlem         | Nederland       | Eerste divisie   | –          | 1          | –     | 0     | 0              | 0              | 0      | 0      | –      | 1      |
| 1969/70         | Haarlem         | Nederland       | Eredivisie       | –          | 0          | –     | 2     | 0              | 0              | 0      | 0      | –      | 2      |
| 1970/71         | Haarlem         | Nederland       | Eredivisie       | –          | 0          | –     | 0     | 0              | 0              | 0      | 0      | –      | 0      |
| 1971/72         | Haarlem         | Nederland       | Eerste divisie   | –          | 4          | –     | 0     | 0              | 0              | 0      | 0      | –      | 4      |
| 1972/73         | Haarlem         | Nederland       | Eredivisie       | –          | 0          | 1     | 0     | 0              | 0              | 0      | 0      | –      | 0      |
| 1973/74         | Haarlem         | Nederland       | Eredivisie       | –          | 2          | –     | 0     | 0              | 0              | 0      | 0      | –      | 2      |
| 1974/75         | Haarlem         | Nederland       | Eredivisie       | –          | 4          | –     | 0     | 0              | 0              | 0      | 0      | –      | 4      |
| 1975/76         | Haarlem         | Nederland       | Eerste divisie   | –          | 4          | –     | 0     | 0              | 0              | 0      | 0      | –      | 4      |
| 1976/77         | Haarlem         | Nederland       | Eredivisie       | –          | 3          | –     | 0     | 0              | 0              | 0      | 0      | –      | 3      |
| 1977/78         | Haarlem         | Nederland       | Eredivisie       | –          | 1          | –     | 0     | 0              | 0              | 0      | 0      | –      | 1      |
| Carrière totaal | Carrière totaal | Carrière totaal | Carrière totaal  | –          | 26         | –     | 2     | 0              | 0              | –      | 0      | –      | 28     |

## Erelijst
Haarlem
| Nationaal      |    |                  |
| Eerste divisie | 2x | 1971/72, 1975/76 |
| Tweede divisie | 1x | 1966/67          |